# Новий Загреб
Новий Загреб (хорв. Novi Zagreb) — частина міста Загреб, столиці Хорватії. Виникла після Другої світової війни на південь від Сави. Лежить у межах двох адміністративних районів Новий Загреб-Схід і Новий Загреб-Захід.
У Новому Загребі є Українська вулиця, де стоїть пам'ятник Тарасові Шевченку.

## Положення
Новий Загреб чітко відмежований з півночі річкою Сава та її греблями, а з півдня і заходу Загребською об'їзною дорогою. Через цей район проходить шлях від аеропорту Плесо до центру міста.

## Історія
У минулому вся ця територія була церковними володіннями.
Після Другої світової війни тутешні угіддя включно з навколишніми селами було націоналізовано.
Сучасна історія розвитку Нового Загреба почалася з будівництвом Моста свободи в 1959 році, що започаткувало втілення в життя задуму мера Загреба Вечеслава Холєваца розширити місто за рахунок правого (південного) берега Сави. 1953 року він переніс Загребський ярмарок з вулиці Савський шлях, що в центрі міста, на південний берег Сави. Сильний поштовх до росту і розвитку цієї частини Загреба дало спорудження в 1973 році Мосту юності і прокладення 1979 року трамвайної колії до Сопота (житлового масиву, що нині в районі Новий Загреб-Схід).
Пожвавлення життя Нового Загреба відбулося на початку 2000-х численними проектами, які або завершені, або ще тривають. Завершені проекти включають побудову спорткомплексу «Арена Загреб» в районі Новий Загреб-Захід поряд із торговельно-розважальним комплексом «Арена Центр» та численними прилеглими житловими і комерційними будинками, парками і виставковими залами, будівництво нової будівлі Загребського музею сучасного мистецтва, торговельного центру «Avenue Mall», реконструкцію парку і озера Бундек разом з організацією фестивалю «Bundekfest», а також будівництво житлово-торговельного комплексу «Бундек-центр». Проекти, які все ще в стадії планування, охоплюють будівництво нового медичного центру в мікрорайоні Блато, зведення нового моста через Саву і з'єднання мікрорайону Ярун із Новим Загребом-Захід, розширення мережі громадського транспорту новими трамвайними лініями, будівництво нового, більшого міського зоопарку та нової офісної зони з висотними будинками.
Іншими найвідомішими будівлями району є будівельний факультет Загребського університету, Суднобудівний інститут, житлові комплекси «Mamutica» і «Superandrija», загребський іподром тощо.
Загалом Новий Загреб — це сучасний високоурбанізований район, в якому переважають великі багатоквартирні будинки і хмарочоси, хоча більшість із них збудована ще в добу соціалізму (1945—1990). Він сполучений великою кількістю автобусних, трамвайних і залізничних ліній з рештою міста.